# Loulou Forsell
Loulou Forsell, egentligen Louise Forsell, senare Kåge och Andersson, född 2 juli 1922 i Engelbrekts församling, Stockholm, död 12 januari 1954 i Oscars församling, Stockholm, var en svensk journalist och författare. Hon skrev tillsammans med Göran Gentele manuset till filmen Brott i sol från 1947.

## Biografi

### Bakgrund
Loulou Forsell var dotter till chefen för Kungliga Teatern, operasångaren John Forsell; även modern Gurli Carlström var operasångare. Bland hennes syskon märks Vidar Forsell, som var gift med Zarah Leander, och operasångaren Björn Forsell. Redan som barn blev hon känd när hon den 30 november 1926 bara fyra år gammal fick ena handen avsliten av en björn på Skansen i Stockholm. 

### Författarskap
Loulou Forsell var en föregångare inom kvinnligt deckarförfattande och debuterade 1946 med Döden går på operan. År 1951 utkom nästa deckare, Brudgum sökes och 1952 gav Loulou Forsell ut den självbiografiska romanen Sångarbarn för vilken hon belönades med Stora Skandinaviska Romanpriset på 15 000 kronor. 
Hennes sista spänningsroman var Mord i pingst som skrevs delvis i samarbete med brodern operasångaren Björn Forsell, som just lämnat positionen som sångare i Pingstkyrkan. Mord i pingst utkom 1953. Loulou Forsells sista bok; Vildfågel, som var en fortsättning på Sångarbarn, utkom postumt hösten 1954.

### Privatliv
Loulou Forsell var med om en flygolycka i Schweiz som gav henne huvudvärk och sömnsvårigheter, vilket förde henne in i ett läkemedelsmissbruk. År 1947 lade hon in sig på Beckomberga sjukhus i Stockholm för avgiftning. När hon protesterade mot behandlingen på sjukhuset belades hon med besöks- och telefonförbud.
Mannen som flög planet vid kraschen, löjtnant Thorsten "Putte" Akrell, bestämde sig då att rädda Forsell från sjukhuset och smög mitt i natten in på sjukhuset iförd vit läkarrock och flydde med henne till Bromma flygfält. På grund av bränslebrist tvingades paret att nödlanda på en åker utanför Götene i Västergötland, men de lyckades få tag i ny bensin och duperade den larmade polisen. Paret kunde sedan fortsätta i Akrells flygplan, en Piper Cub kallad "Skywitch", till Norge där paret återigen tvingades nödlanda fyra timmar senare på grund av bränslebrist och dåligt väder. Historien blev mycket uppmärksammad i pressen; något som ytterligare bidrog till det var att Forsell vid tiden var gift med en annan man.
Loulou Forsell var 1941–1947 gift med köpmannen Nils Kåge (1917–1983) och 1951–1953 med sångaren Anders Börje (1920–1982). Hon är begravd i Forsellska familjegraven på Alingsås kyrkogård.